# Lato w Nohant (komedia)
Lato w Nohant – komedia w trzech aktach, autorstwa polskiego pisarza Jarosława Iwaszkiewicza (1894-1980), opublikowana w odcinkach w latach 1936–1937 w "Skamandrze".
Jej premiera miała miejsce 4 grudnia 1936 w Teatrze Małym w Warszawie.
Sztuka opowiada o pobycie polskiego pianisty i kompozytora Fryderyka Chopina (1810-1849) w okresie letnim w latach 40. XIX wieku w posiadłości francuskiej pisarki (a zarazem jego kochanki) George Sand (1804-1876) w Nohant-Vic we Francji.
Komedia doczekała się szeregu adaptacji filmowych:
- Z 1963 w reżyserii Józefa Słotwińskiego
- Z 1972 w reżyserii Olgi Lipińskiej (dla Teatru Telewizji)
- Z 1980 w reżyserii Olgi Lipińskiej
- Z 1999 w reżyserii Agnieszki Glińskiej
- Z 2021 w reżyserii Kingi Dębskiej

## Osoby
- Fryderyk Chopin
- George Sand (właśc. Amandine-Aurore-Lucile Dupin)
- Maurice Sand (właśc. Jean-François-Maurice-Arnauld Dudevant) - grafik i pisarz, syn George
- Solange Dupin - córka George, później żona Clesingera
- Antoni Wodziński - przyjaciel Chopina
- Panna de Rosiers - uczennica Chopina
- Augustyna - kuzynka i wychowanica George
- Théodore Rousseau - malarz
- Auguste Clésinger - rzeźbiarz, kochanek Sand, później mąż Solange
- Fernand - syn bogatego sąsiada
- Jan - Polak, służący Chopina
- Madeleine - wiejska dziewczyna